# Mathieu Dumas
Pour les articles homonymes, voir Dumas.
Mathieu Dumas, né le 23 novembre 1753 à Montpellier et mort le 16 octobre 1837 à Paris, est un militaire, administrateur et homme politique français des XVIIIe et XIXe siècles.

## Biographie
Mathieu Dumas est né le 23 novembre 1753 à Montpellier. Issu d'une famille languedocienne, il est le fils de Mathieu Dumas, trésorier de France, et d'Anne de Loÿs. Il a pour frère cadet le général Guillaume Mathieu Dumas de Saint-Marcel (1755-1826). Il entre au service à l'âge de 15 ans, en qualité d'aspirant du génie. Le 17 mai 1773, il est nommé sous-lieutenant dans le régiment de Médoc, et devient en 1776 l'aide de camp du marquis de Puységur (1716-1782), général alors chargé d'opérer une descente en Angleterre. 
Il obtient le rang de capitaine le 19 mars 1780. Il est aide de camp du général Rochambeau qu'il suit en Amérique. Envoyé en mission, il visite l'archipel des Cyclades et l'île crétoise de Candie en 1784, puis le Levant pour dresser un état des lieux de la situation militaire en Méditerranée Orientale. Envoyé à Amsterdam en 1787, pour défendre cette ville contre les Prussiens, il devient aide de camp du maréchal de Broglie en 1789, et de La Fayette après la prise de la Bastille. Directeur du dépôt de la Guerre en 1791, puis commandant des gardes nationales de la province, il est chargé de ramener Louis XVI à Paris après son arrestation à Varennes. Maréchal de camp le 30 juin 1791 et commandant de la 3e division militaire, il organise la 1re compagnie d'artillerie à cheval qui a existé en France.
Député à l'Assemblée législative, directeur des dépôts des plans de campagne pendant la Terreur et député au Conseil des Cinq-Cents en 1795, il provoque l'établissement des Conseils de guerre aux armées. Proscrit au 18 fructidor, il se réfugie un temps à Hambourg. De retour en France après l'établissement du Consulat, il organise l'armée de réserve qui fait la conquête de l'Italie, il se distingue au passage du col du Grand-Saint-Bernard, et est conseiller d'État à la paix. C'est lui qui propose la création de la Légion d'honneur, il est élevé à la dignité de grand officier dans cet ordre, et promu général de division en 1805. 
Ministre de la Guerre à Naples, sous Joseph Bonaparte, puis grand maréchal du palais et grand dignitaire de l'ordre royal des Deux-Siciles, il est créé comte de l'Empire par lettres patentes du 14 février 1810. Il assiste au passage du Danube le 4 juillet, puis à la bataille de Wagram, et est chargé de l'exécution des conditions de l'armistice de Znaïm. Intendant de la Grande Armée en 1812, il est blessé et fait prisonnier à la bataille de Leipzig en 1813 et ne rentre en France que sous la Restauration. Louis XVIII le nomme successivement, conseiller d'État honoraire, commissaire, de la vérification des titres des anciens officiers, directeur général, de la comptabilité des armées, commandeur de Saint-Louis, grand-croix de la Légion d'honneur.

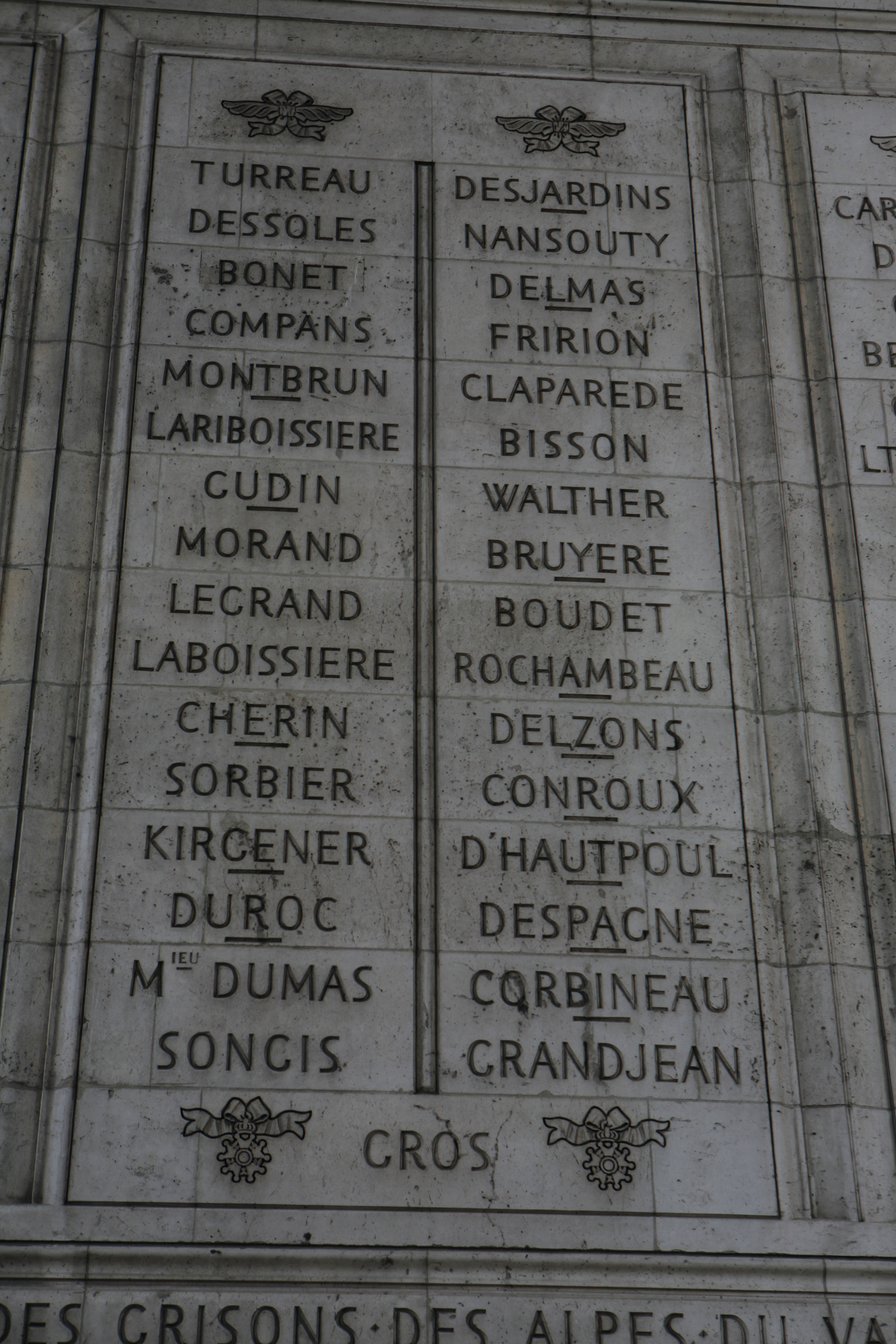
Noms gravés sous l'arc de triomphe de l'Étoile : pilier Est, 15e et 16e colonnes.

Pendant les Cent-Jours il reprend ses anciens titres et d'autres encore que Napoléon Ier y ajoute, et est mis en retraite le 4 septembre 1816 ; nommé conseiller d'État et président du comité de la guerre en 1819, il est rayé du service ordinaire à cause de son vote dans les élections de 1822 ; député de Paris (Seine) en 1828, il signe l'adresse des 221 en 1830. Pendant la révolution de 1830, il fait partie de la commission de douze députés qui, au soir du 30 juillet, se rend auprès du duc d'Orléans au château de Neuilly afin de lui notifier la délibération l'appelant à la lieutenance générale du royaume. Le 19 novembre 1831, il est créé pair de France dans la fournée de trente-six pairs viagers destinée à permettre l'adoption à la Chambre haute du projet de loi abolissant l'hérédité de la pairie. Il est également inspecteur général des gardes nationales du royaume et conseiller d'État en service ordinaire. Inscrit à la Confrerie des Pénitents blancs de Montpellier dès l'âge de 4 ans en 1757, il en devient prieur en 1834. 
Il meurt à Paris le 16 octobre 1837, âgé de 83 ans, et repose au cimetière du Calvaire à Montmartre.

## Publications
- un Précis des événements militaires de 1799 à 1807, en 19 volumes in-8, 1817-1826
- une traduction d'Histoire d'Espagne de John Bigland
- une traduction de l'Histoire de la guerre de la Péninsule du Général W.F.P. Napier, avec d'importantes rectifications
- Souvenirs du lieutenant-général comte Matthieu Dumas, 1770-1836, en trois volumes, publiés par son fils (Éditions Gosselin, 1839)

## Postérité
Il se marie avec Mlle Delarüe, sœur de Louis André Toussaint Delarüe (1768-1864) époux de la fille de Beaumarchais, Eugénie Caron de Beaumarchais. Leur père M. Delarüe était payeur des rentes à l'Hôtel de Ville de Paris et jouissait d'une large aisance, il habitait son hôtel situé au Château d'Eau.
L'aînée des filles du couple Dumas, Adélaïde Cornélie Suzanne (19 novembre 1786 † 19 mai 1856), épouse le 24 novembre 1804 (Paris VIIe), le baron Alexandre Charles Nicolas Amé de Saint-Didier ; quant à la seconde, Octavie (née le 20 juin 1788), elle se marie avec le général-baron Franceschi-Delonne. Son fils, Christian Léon (14 décembre 1789 - Paris † 19 février 1873 - Paris), comte Dumas (dont postérité) est colonel d'état-major, aide de camp du roi Louis-Philippe Ier, député de Charente-Inférieure, commandeur de la Légion d'honneur.

## Source partielle
- Marie-Nicolas Bouillet  et Alexis Chassang (dir.), « Mathieu Dumas » dans Dictionnaire universel d’histoire et de géographie, 1878 (lire sur Wikisource)
- Thomas Balch, Les Français en Amérique pendant la guerre de l’Indépendance des États-Unis 1777-1783, 1872 [détail des éditions]
- « Mathieu Dumas », dans Charles Mullié, Biographie des célébrités militaires des armées de terre et de mer de 1789 à 1850, 1852 [détail de l’édition]
- « Mathieu Dumas », dans Adolphe Robert et Gaston Cougny, Dictionnaire des parlementaires français, Edgar Bourloton, 1889-1891 [détail de l’édition]
- Mathieu Dumas (biographie) sur le site de l'Assemblée nationale (base de données des députés français depuis 1789).